# Blade Runner 2049
Blade Runner 2049 è un film del 2017 diretto da Denis Villeneuve.
Il film è il sequel di Blade Runner del 1982, diretto da Ridley Scott. La sceneggiatura, scritta da Hampton Fancher e Michael Green, si basa sui personaggi del romanzo di Philip K. Dick Il cacciatore di androidi (Do Androids Dream of Electric Sheep?). Ryan Gosling interpreta il ruolo di protagonista dell'Agente K, mentre Harrison Ford riprende quello di Rick Deckard. Fanno parte del cast Robin Wright, Dave Bautista, Sylvia Hoeks, Ana de Armas e Jared Leto.
Blade Runner 2049 è stato accolto positivamente da pubblico e critica e ha vinto 2 Oscar nel 2018, ma non è riuscito a ricoprire il budget di produzione.

## Trama
Anno 2049. Dopo gli eventi di trent'anni prima, i replicanti Nexus hanno innescato una nuova ribellione, segnando la messa al bando della produzione. La celebre azienda produttrice Tyrell Corporation ha dichiarato bancarotta. La crisi su scala mondiale ha permesso la creazione di un monopolio bioingegneristico, capitanato da Niander Wallace. La sua industria lavora nel campo della coltura sintetica, scongiurando carestie e reintroducendo i Replicanti nella vita civile, iniziando la produzione di nuovi modelli assolutamente ubbidienti ed affidabili. Il corpo speciale di polizia Blade Runner è tuttora attivo con il compito di "ritirare" i vecchi modelli della serie Nexus 8, possibile minaccia ed ancora in circolazione.
La vicenda ha inizio con la caccia da parte dell'Agente K a un vecchio replicante di nome Sapper Morton, ex medico militare e disertore. In seguito al ritiro, l'agente trova una scatola sepolta sotto un albero. K vive in un appartamento spoglio, con Joi, un'intelligenza artificiale olografica programmata per essere l'amante ideale. K la aggiorna per mezzo di un emanatore, rendendola in grado di seguirlo fuori dal domicilio. K viene informato che all'interno della scatola vi sono delle ossa umane, probabilmente di una donna morta di parto e vi scoprono inciso un numero di serie, che ne attesta la matrice artificiale: la donna è una replicante Nexus. La comandante Joshi è sgomenta, in quanto si ritenevano i Nexus incapaci di procreare. Si ordina così la rimozione delle prove del ritrovamento e la ricerca di un'eventuale prole, poiché la notizia sarebbe destabilizzante nel delicato equilibrio tra umani e replicanti.
K si reca nella sede della Wallace Industries. Lo scheletro apparterrebbe a Rachael, replicante creata dalla allora Tyrell Corporation e che ebbe una relazione con il vecchio Blade Runner Rick Deckard, scomparso con lei dal 2019. Non esistono ulteriori informazioni, oramai perdute a causa del grande black out del 2022. Niander Wallace, presidente del colosso bioingegneristico, vede nella capacità riproduttiva dei replicanti una futura espansione delle colonie extramondo, popolate da soli androidi. Egli ordina a una potente e spietata replicante, Luv, di rubare i resti di Rachael e di pedinare K per risalire al figlio replicante.
K ritorna alla fattoria di Sapper e nota, incisa sull'albero morto, la data 6/10/21, che coincide con l'incisione su un cavallino di legno, che compare nel suo corredo di ricordi artificiali. Egli va alla ricerca del luogo d'ambientazione dei suoi ricordi, ovvero un orfanotrofio a San Diego, ritrovandovi il giocattolo nel luogo dove "ricordava" averlo nascosto da bambino, scoperta che potrebbe essere l'indizio di un'esperienza reale.
Controllando le nascite di giugno del 2021, K scopre nei registri del dipartimento un'anomalia: a quanto pare, Rachael ha dato alla luce due gemelli che condividono lo stesso DNA di sesso opposto, e sembra che solo il maschio sia ancora vivo. K si reca quindi dalla dottoressa Ana Stelline, che lavora come creatrice di ricordi da innestare e che, dopo averlo informato che è illegale innestare ai replicanti memorie vere appartenute agli umani, gli conferma che si tratta di un ricordo reale, inducendolo così a credere di essere lui stesso il figlio della Nexus morta. Dopo avere fallito un test sulla sua natura di replicante, K viene sospeso da Joshi e le lascia intendere che ha portato a termine la missione di ritirare il bambino, che è lui stesso. Joshi, per compassione, lo lascia andare. Quando Luv capisce che Joshi ha permesso la fuga di K, la uccide e accede al suo computer per scoprire la posizione di K.
K prosegue l'indagine in proprio e fa analizzare il cavallino, rilevandovi tracce di radioattività, che lo conducono alle rovine post-apocalittiche di Las Vegas. K ritrova Rick Deckard, il quale, superata la diffidenza e ostilità iniziale, gli rivela di aver aiutato i Nexus a nascondersi e di aver alterato le date di nascita per coprire le loro tracce. Deckard sarebbe stato costretto a lasciare Rachael con un gruppo di replicanti rivoluzionari. Egli non avrebbe cercato suo figlio per non esporlo al pericolo e per l'impossibilità di ogni ricerca, in seguito del blackout del 2022. Luv raggiunge K con uno squadrone d'assalto. In seguito a un ferocissimo combattimento, Luv sequestra Deckard e distrugge Joi, lasciando K in fin di vita. Grazie a una cimice nascosta in precedenza nei suoi vestiti, K viene ritrovato e soccorso dal gruppo rivoluzionario, capitanato da Freysa. Costei informa che il vero erede di Rachael è Stelline, in quanto lei soltanto può impiantare i propri ricordi nella sua mente. Freysa ordina a K di uccidere Deckard affinché egli non fornisca a Wallace informazioni sul movimento.
Deckard al cospetto di Wallace si mantiene reticente. Il capitano d'industria ipotizza che l'amore tra lui e Rachael non fosse stato spontaneo e naturale bensì un esperimento di Tyrell, per verificare la capacità riproduttiva di quella serie Nexus. Deckard è condannato a essere condotto in una colonia extramondo, per estorcergli ulteriori informazioni sotto tortura. Durante il trasbordo, però, K abbatte lo stormo, uccide Luv e porta in salvo Deckard, rivelandogli una sua copertura con un falso rapporto di ritiro. Deckard viene condotto al palazzo di Stelline, dove finalmente può vedere sua figlia. K, ferito gravemente nel combattimento con la replicante, si accascia su una scalinata con lo sguardo rivolto al cielo nevoso.
Infine Deckard raggiunge Stelline nella sua stanza e si commuove alla visione della figlia.

## Produzione

### Sviluppo

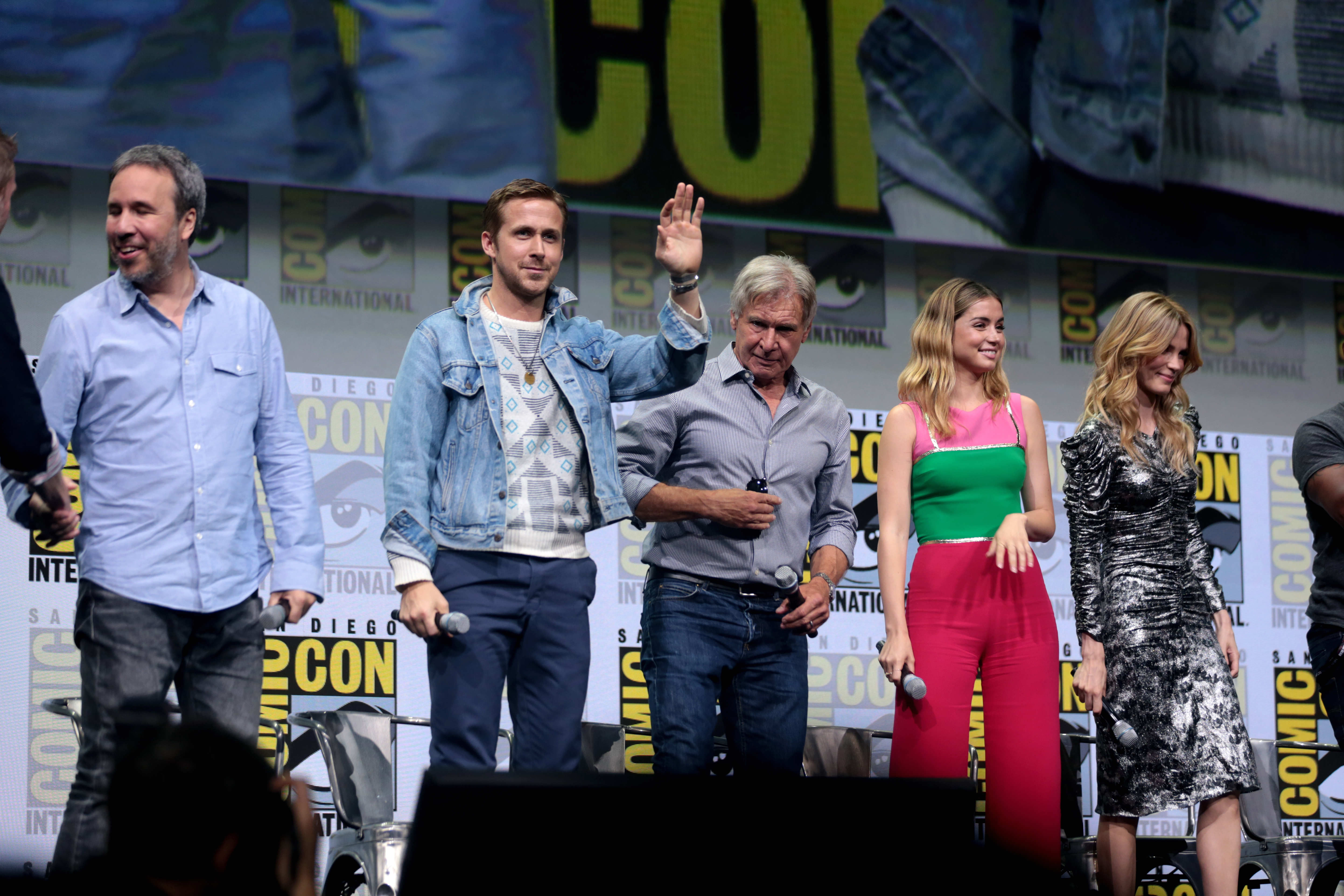
Da sinistra: il regista Denis Villeneuve e gli attori Ryan Gosling, Harrison Ford, Ana de Armas e Sylvia Hoeks nel 2017 al San Diego Comic-Con International.

Ridley Scott, regista di Blade Runner, considerò a lungo l'idea di dirigerne un sequel, temporaneamente chiamato con il titolo di lavorazione Metropolis. Travis Wright, già sceneggiatore di Eagle Eye (2008), lavorò al progetto con il produttore Bud Yorkin per diversi anni; il suo collega John Glenn, che abbandonò il progetto nel 2008, affermò che lo script riguardava la natura delle colonie extramondo e le ripercussioni sulla Tyrell Corporation a seguito della morte del suo fondatore. Nel giugno 2009 il New York Times riportò che Scott e suo fratello Tony lavoravano a un prequel intitolato Purefold, pensato come una webserie con webisodi di 5-10 minuti l'uno (ed eventualmente adattabile alla televisione); tuttavia, causa problemi nell'acquisizione dei diritti, il progetto non avrebbe rispecchiato troppo da vicino gli eventi o i personaggi del film del 1982. Il 7 febbraio 2010 fu annunciato che Purefold era stato interrotto causa i limitati finanziamenti.
Il 3 marzo 2011 la Alcon Entertainment ha acquisito i diritti per il media franchise di Blade Runner: l'accordo prevedeva anche la produzione di un nuovo film che tuttavia, come stabilito per contratto, non sarebbe stato un remake. Il 18 agosto seguente sono circolate notizie sul coinvolgimento di Scott, confermate dallo stesso regista nel febbraio 2012; sono quindi avvenuti dei contatti preliminari per coinvolgere anche lo storico protagonista Harrison Ford.
Nel febbraio 2015 viene indicato che la pellicola sarebbe stata un sequel, ambientata decenni successivi rispetto alla capostipite, con Ford nuovamente nei panni del protagonista, Denis Villeneuve alla regia, e una sceneggiatura scritta da Hampton Fancher e Ridley Scott, questo ultimo anche produttore. Nel maggio 2015 Roger Deakins viene indicato come direttore della fotografia. Nel gennaio 2016 viene comunicato che le riprese sarebbero partite nel luglio seguente, per un'uscita nel 2017; Sony conferma il coinvolgimento di Ford nei panni di Rick Deckard, nonché di Ryan Gosling in un ruolo imprecisato. Nel febbraio 2016 la Warner Bros. aveva annunciato la data di uscita per il 12 gennaio 2018, poi anticipata all'ottobre 2017. Nell'aprile 2016 Dave Bautista annuncia di essere entrato nel cast; successivamente si sono aggiunti Ana de Armas, Sylvia Hoeks, Mackenzie Davis, Barkhad Abdi, David Dastmalchian, Hiam Abbass. Per il ruolo di Wallace la produzione considerò inizialmente David Bowie, ma in seguito alla sua scomparsa avvenuta nel gennaio 2016 venne scelto poi Jared Leto.

### Riprese

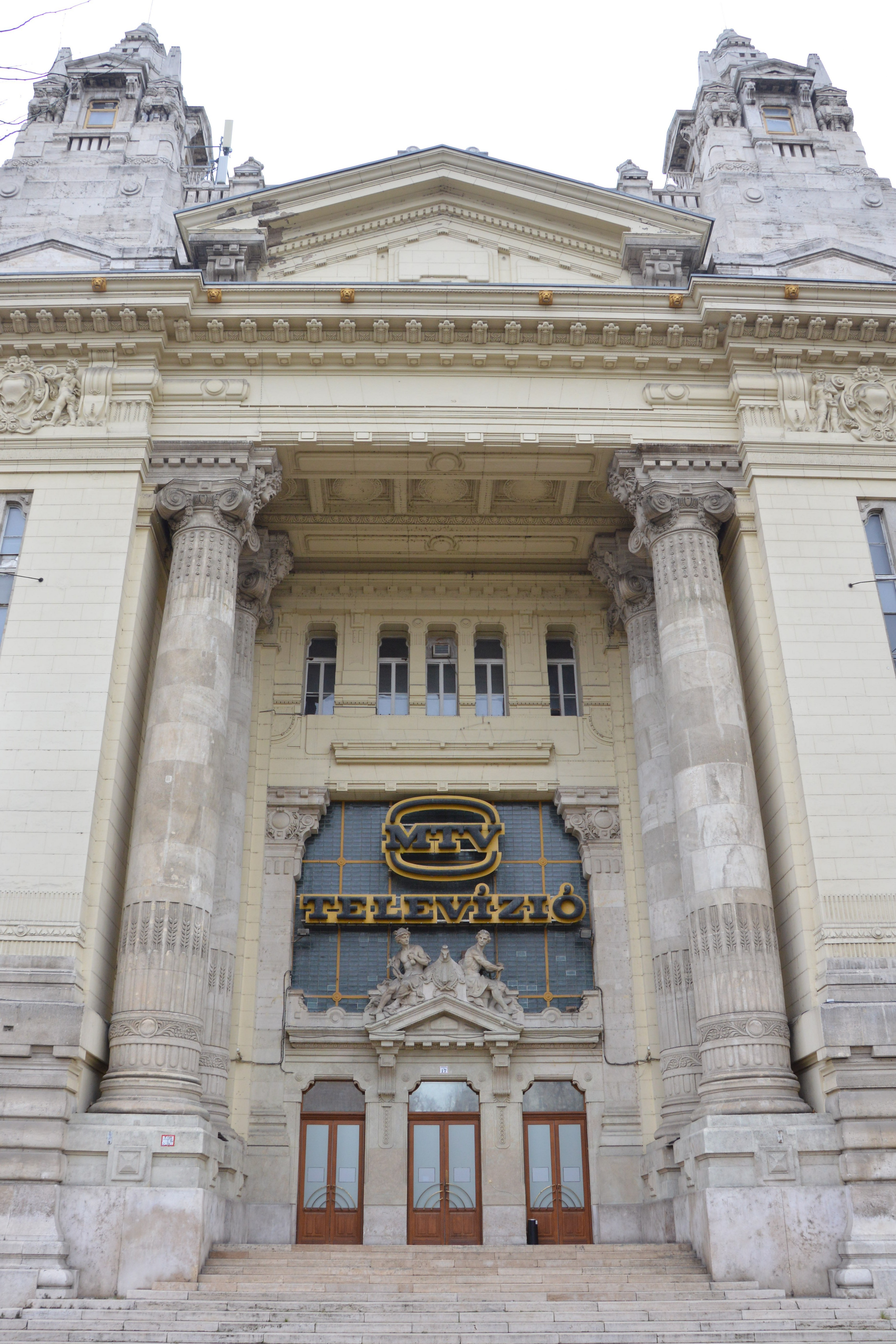
Il palazzo della Borsa di Budapest, tra le location magiare del film.

Le riprese, svoltesi quasi interamente in Ungheria, sono incominciate il 19 luglio 2016 e terminate il 25 novembre dello stesso anno.

## Promozione
Il primo teaser trailer è stato diffuso il 20 dicembre 2016. Il primo trailer invece è stato diffuso l'8 maggio 2017.
Ad agosto 2017 è stato annunciato che Villeneuve ha scelto tre registi per dirigere tre cortometraggi incentrati sugli eventi intercorsi tra Blade Runner e Blade Runner 2049: il primo, intitolato 2036: Nexus Dawn, è diretto da Luke Scott ed è incentrato su Niander Wallace, interpretato da Jared Leto. Il corto mostra l'ascesa al potere di Wallace, che acquisisce ciò che resta della Tyrell Corporation durante una seduta nella quale introduce uno dei suoi nuovi replicanti, i Nexus 9, dimostrandone l'ubbidienza quando si uccide alla richiesta di scegliere tra la vita di Wallace o la propria.
Il secondo cortometraggio, diretto sempre da Luke Scott, è intitolato 2048: Nowhere To Run e si concentra sulla vita del personaggio di Sapper Morton, interpretato da Dave Bautista. Sapper si reca in un'affollata strada di Los Angeles per restituire una copia del romanzo Il potere e la gloria a una donna chiamata Ella, e per consegnare le larve che ha allevato, ricevendo una paga ridotta. Quando Ella e sua figlia vengono assaltate da un gruppo di teppisti, Sapper interviene uccidendoli con la sua forza sovrumana, ma così facendo rivela la propria natura replicante e si dà alla fuga, mentre un uomo che ha osservato la scena avverte la polizia.
Il terzo prequel, Blade Runner: Black Out 2022, è un corto d'animazione diretto da Shin'ichirō Watanabe. Tre anni dopo gli eventi del film originale, la Tyrell crea la nuova linea di replicanti Nexus 8, dotati di longevità indefinita. Ciò aumenta l'animosità verso i replicanti, che vengono cacciati e uccisi barbaramente dagli umani come segno di protesta. Una giovane replicante, Trixie, viene tratta in salvo da un altro Nexus 8, Iggy, uno dei disertori della guerra sul pianeta Calantha, dal quale è fuggito quando scoprì che i soldati nemici erano anch'essi replicanti. Trixie prende parte all'attacco contro la Tyrell organizzato da un gruppo di replicanti rivoltosi di cui Iggy fa parte, che risulta in un black out di vasta scala che distrugge gli archivi della Tyrell e toglie l'energia a Los Angeles. Iggy, sopravvissuto alla deflagrazione, si allontana dopo essersi rimosso l'occhio destro, per evitare di farsi riconoscere. A seguito del black out, la fabbricazione di replicanti viene bandita e la Tyrell finisce sull'orlo della rovina, prima dell'acquisto da parte di Wallace nel 2036.
I tre cortometraggi sono stati in seguito inseriti nei contenuti speciali delle edizioni home video del film.

## Distribuzione
Il film è stato distribuito nelle sale cinematografiche statunitensi il 6 ottobre 2017, mentre in Italia dal 5 ottobre dello stesso anno.

## Accoglienza

### Incassi
Il film ha incassato 92 milioni di dollari in patria e 167 milioni all'estero, per un totale di 259 milioni, a fronte di un budget di 150-185 milioni.. Il totale mondiale che il film avrebbe dovuto incassare per arrivare al punto di pareggio era stato stimato essere di circa 400 milioni. Scott ha attribuito la colpa di un incasso così basso alla lunghezza del film, dicendo: «È lento. Lungo. Troppo lungo. Io ne avrei rimosso mezz'ora».

### Critica
Come il suo predecessore, il film ha ricevuto recensioni molto positive da parte della critica. Su Rotten Tomatoes ha un indice di valutazione dell'88%.

## Sequel
Nel novembre 2021, Scott ha annunciato che era in lavorazione una serie TV di Blade Runner. Nel febbraio 2022 è stato reso noto che la serie, intitolata Blade Runner 2099, era in fase di sviluppo presso Alcon Entertainment, Sony Pictures Television e Amazon Studios. Sarà ambientata cinquant'anni dopo gli eventi di Blade Runner 2049. Scott sarà produttore esecutivo, mentre Silka Luisa ricoprirà il ruolo di showrunner.

## Riconoscimenti
- 2018 - Premio Oscar
  - Miglior fotografia a Roger Deakins
  - Migliori effetti speciali a John Nelson, Gerd Nefzer, Paul Lambert e Richard R. Hoover
  - Candidatura per la miglior scenografia a Dennis Gassner e Alessandra Querzola
  - Candidatura per il miglior sonoro a Ron Bartlett, Doug Hemphill e Mac Ruth
  - Candidatura per il miglior montaggio sonoro a Mark Mangini e Theo Green
- 2018 - BAFTA[34]
  - Miglior fotografia a Roger Deakins
  - Migliori effetti speciali a Gerd Nefzer e John Nelson
  - Candidatura per il miglior regista a Denis Villeneuve
  - Candidatura per il miglior montaggio a Joe Walker
  - Candidatura per la miglior scenografia a Dennis Gassner e Alessandra Querzola
  - Candidatura per il miglior sonoro a Ron Bartlett, Doug Hemphill, Mark Mangini e Mac Ruth
  - Candidatura per la miglior colonna sonora a Benjamin Wallfisch e Hans Zimmer
  - Candidatura per il miglior trucco e acconciatura a Donald Mowat e Kerry Warn
- 2017 - Hollywood Film Award[35]
  - Produttore dell'anno a Andrew A. Kosove, Broderick Johnson e Cynthia Sikes
  - Direttore della fotografia dell'anno a Roger Deakins
  - Scenografo dell'anno a Dennis Gassner
- 2017 - Los Angeles Film Critics Association[36]
  - Miglior scenografia a Dennis Gassner
  - Candidatura per la Miglior fotografia a Roger Deakins

- 2018 - Critics' Choice Awards[37]
  - Miglior fotografia a Roger Deakins
  - Candidatura per la Miglior scenografia a Dennis Gassner
  - Candidatura per il Miglior montaggio a Joe Walker
  - Candidatura per i Migliori costumi a Renée April
  - Candidatura per i Migliori effetti speciali
  - Candidatura per il Miglior film sci-fi/horror
  - Candidatura per la Miglior colonna sonora a Benjamin Wallfisch e Hans Zimmer
- 2018 - Satellite Award[38]
  - Miglior fotografia a Roger Deakins
  - Migliori effetti visivi
  - Candidatura per la Miglior scenografia
  - Candidatura per il Miglior suono
- 2018 - Saturn Award[39]
  - Miglior film di fantascienza
  - Candidatura per il miglior attore a Ryan Gosling
  - Candidatura per il miglior attore non protagonista a Harrison Ford
  - Candidatura per la miglior attrice non protagonista a Ana de Armas
  - Candidatura per la miglior regia a Denis Villeneuve
  - Candidatura per la miglior sceneggiatura a Hampton Fancher e Michael Green
  - Candidatura per la miglior scenografia a Dennis Gassner
  - Candidatura per il miglior trucco a Donald Mowat
  - Candidatura per i migliori effetti speciali a John Nelson, Paul Lambert, Richard R. Hoover e Gerd Nefzer